# Fondo Carnegie para la Paz Internacional
El Fondo Carnegie para la Paz Internacional (del inglés: Carnegie Endowment for International Peace) es un think tank creado en 1910 por el filántropo y empresario Andrew Carnegie. Su sede está en Washington D. C. y se estructura como un think tank global. Es conocido por haber editado la revista bimestral Foreign Policy hasta 2008. También tiene centros de operaciones en Moscú, Pekín, Beirut y Bruselas. Publica una variedad de libros, manuales políticos, textos, periódicos y artículos. Sus intereses atraviesan regiones geográficas y las relaciones entre los gobiernos, negocio, organizaciones internacionales y sociedad civil, centrándose en las fuerzas económicas, políticas, y tecnológicas que conducen el cambio global.

## Historia

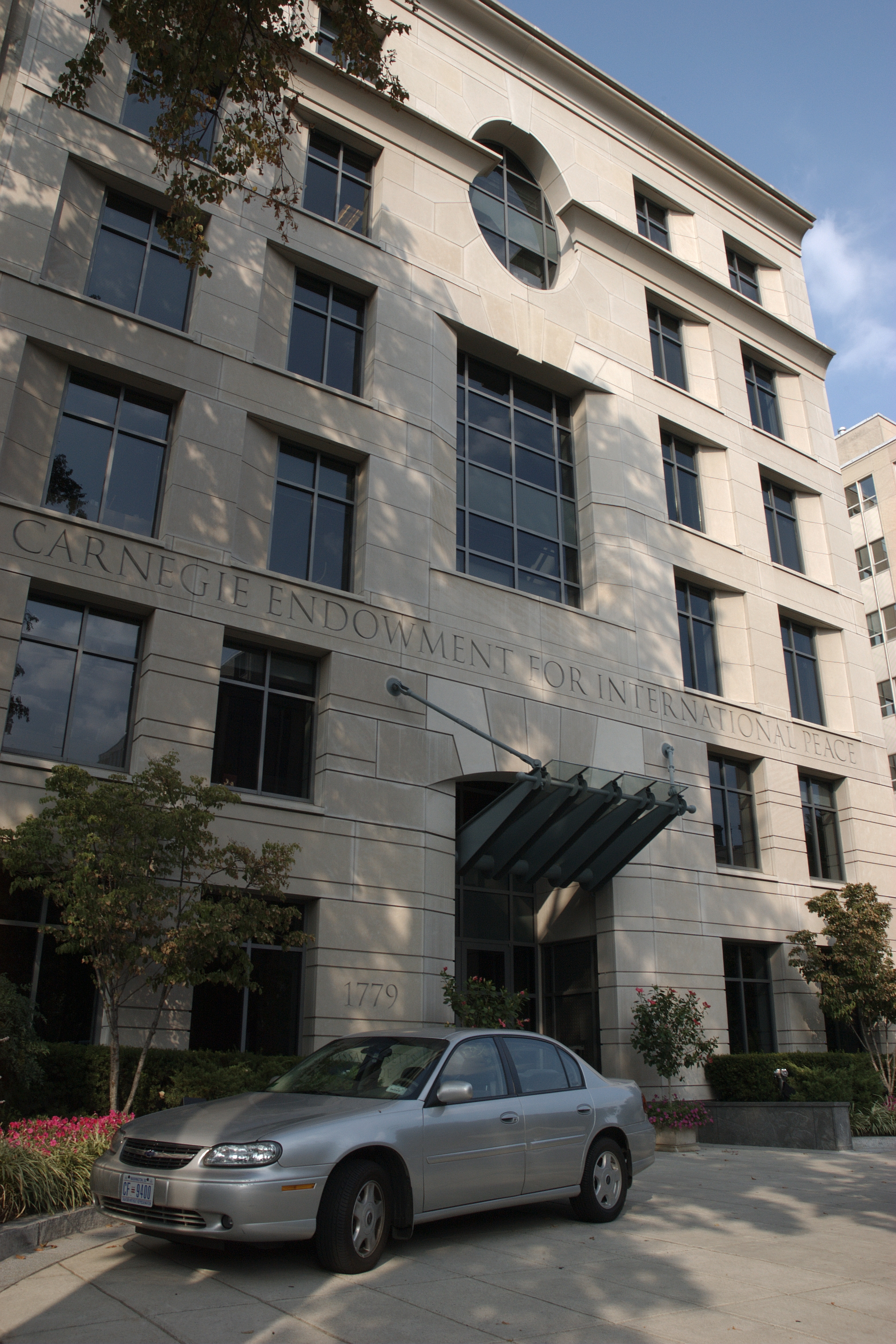
Sede oficial del Fondo en el número 1779 de la avenida Massachusetts, en Washington D. C.

El día 25 de noviembre de 1910 al celebrar su setenta y cinco cumpleaños, Andrew Carnegie anunció la fundación de la organización dotándola de una donación de diez millones de dólares. El acto de creación se efectuó en Washington el 14 de diciembre de 1910. 
Carnegie escogió a Elihu Root político con amplia experiencia, senador por el estado de Nueva York y anterior Secretario de Estado y Guerra, para dirigir la fundación convirtiéndolo así en el primer presidente del Fondo. Galardonado con el premio Nobel de la paz en 1912 estuvo en el cargo hasta 1925.
En 1914, la fundación creó la Academia de La Haya de Derecho Internacional (Hague Academy of International Law), academia que tiene su sede en el Palacio de la Paz en La Haya, Países Bajos. Abrió sus puertas e inició su actividad en 1923.

### Presidentes
- Elihu Root (1912-1925)
- Nicholas Murray Butler (1925-1945)
- Alger Hiss (1946-1949)
- Joseph E. Johnson (1950-1971)
- Thomas L. Hughes (1971-1991)
- Morton I. Abramowitz (1991-1997)
- Jessica T. Mathews (1997-actualidad)

## Pioneros delGlobal Think Tank
En 1993, el fondo lanzó el centro de Carnegie en Moscú, iniciando la idea que en el mundo de hoy el think-tank tiene como misión la de contribuir a la seguridad global, la estabilidad, y la prosperidad, acto que requiere una presencia internacional permanente y una perspectiva multinacional como base de sus operaciones.
El fondo basa la fuerza de su éxito desde sus comienzos a principios del siglo XX en saber cambiar y amoldarse a las circunstancias en cada momento. La organización cambia a raíz de que los factores globales no son estáticos sino que sufren a su vez cambios. Esto hace que la fundación Carnegie para la paz internacional este emprendiendo una redefinición fundamental de su papel y su misión. 
Carnegie lanza su nueva visión  con una serie de acciones el 6 de febrero de 2007, un nuevo diseño de su marca, y rediseñando las publicaciones que edita y su propio sitio web oficial.

## Expertos
Las becas que ofrece la fundación a los principales expertos en relaciones internacionales, especialmente en países como Rusia y Eurasia, China, Sudeste Asiático e India y van destinadas al estudio y desarrollo de la globalización, no proliferación y seguridad

## Becas postuniversitarias
El Fondo Carnegie ha establecido un programa de becas para graduados universitarios. Las ocho o diez becas anuales que se conceden buscan a nuevos graduados con una alta cualificación. Los becados escogidos entre candidatos de más de trescientas universidades empiezan a trabajar con miembros veteranos de la fundación.